# Lehmann Timber
LEHMANN TIMBER — немецкий грузовой сухогруз Lehmann Timber (валовая 5285, постройки 2008, флаг Гибралтар, оператор германская KW-BEREEDERUNGS GMBH & CO KG)
Экипаж, 15 человек, из которых 1 человек капитан, является гражданином России, 4 человека комсостава являются гражданами Украины, 1 человек — гражданин Эстонии, и 9 человек рядового состава являются гражданами Бирмы.
Получило известность в связи с захватом сомалийскими пиратами летом 2008 года.
По словам главного редактора «Морского бюллетеня-Совфрахт» Михаила Войтенко, эта ситуация была из ряда вон выходящей.
Это был первый случай в истории сомалийского пиратства, когда в результате затянувшихся переговоров экипаж судна испытывал нехватку пресной воды, продовольствия и топлива.

## История
Строительство Lehmann Timber было начато 1 января 2006 года, и в 2008 году судно было введено в строй.

### Пребывание в плену у пиратов
В мае 2008 года Lehmann Timber следовал через Аденского залива по направлению в Суэцкий канал с грузом металла.
28 мая 2008 года судно было захвачено сомалийскими пиратами.
Экипаж судна составлял 15 человек, капитаном сухогруза был гражданин России — житель Калининграда Валентин Барташев.
В составе команды были четыре гражданина Украины, один гражданин Эстонии и девять граждан Мьянмы.
Пираты атаковали сухогруз на скоростной моторной лодке, при захвате погиб один из пиратов.
Сразу после захвата судна пираты привели в негодность плавательные спасательные средства для того, чтобы усложнить побег экипажа.
На корабль сразу же прибыли представители трёх сомалийских кланов с требованием, чтобы экипаж ответил за гибель сомалийца, но моряков оставили в живых.
Владельцы судна поддерживали связь с пиратами и с экипажем и делали всё возможное для того, чтобы благополучно разрешить ситуацию: освободить экипаж и судно.
В связи с этим владельцы обратились с заявлением в средства массовой информации.
В этом обращении содержалась просьба не делать непроверенных или необдуманных заявлений или предложений.
Также от имени владельцев судна транслировалось, что главной целью операции является забота о безопасности членов экипажа и спокойствии членов их семей.
Первоначальная сумма выкупа, озвученная экипажу, составила три миллиона долларов.
Позже сомалийские пираты озвучили судовладельцам размер выкупа за команду судна, то она составила 1,5 млн долларов.
Судовладельцы пошли на переговоры, диалог длился около трёх недель, судно находилось в плену у пиратов 42 дня.
Кроме судовладельцев переговорами занимались украинские власти в лице Нины Карпачёвой: ситуация находилась на особом контроле в посольстве Украины в Великобритании, генеральном консульстве Украины в Гамбурге, посольстве Украины в Саудовской Аравии и в Департаменте консульской службы МИД Украины.
Также в процессе переговоров и освобождения экипажа принимала участие эстонская сторона.
Позже, после освобождения капитан корабля заявлял о бездействии Российского профсоюза моряков, который не принимал деятельного участия в этой ситуации.
Если в начале переговорного процесса пираты старались не раздувать ситуацию, то примерно на третьей неделе на экипаж стало оказываться существенное давление с целью ускорения переговорного процесса.
Главарь пиратов, который назвал себя Мохаммедом Али, во второй половине июня в телефонном разговоре заявил российскому эксперту Михаилу Войтенко о том, что его мало интересует сохранение жизни заложников.
В результате переговоров представитель судовладельца снизил цену до 750 тысяч долларов.
В прессе проходила информация о том, что судовладелец согласился на требования пиратов после того, как они пообещали расстреливать по два человека в день.
Фактически экипажу неоднократно угрожали оружием, по морякам стреляли поверх голов.
При этом стороны договорились, что деньги будут доставлены не раньше середины июля.
Пираты согласились только на наличные доллары, отказавшись от перевода на счёт или другие схемы передачи.
21 июня капитан сообщил о тупиковой ситуации в ситуации с захватом судна: количество лёгкого топлива стало подходить к критическому минимуму.
Капитан Валентин Барташёв сообщил о том, что он вынужден полностью обесточить судно, так как остатка топлива хватит только на то, чтобы в дальнейшем теплоход мог сняться с якоря.
Подать к судну бункеровщик также не представлялось возможным, так как в этом районе постоянно было волнение 8-9 баллов.
При этом капитан судна располагал информацией о том, что у судовладельца будет возможность доставить деньги на «Lehmann Timber» только через 21 день.
Эта отсрочка угрожала здоровью и жизни экипажа.
Ситуация осложнялась тем, что в то же время пираты удерживали судно Amiya Scan, где применялись более жёсткие условия содержания экипажа.
Одновременно с этими событиями произошло изменение официальной позиции мирового сообщества: Совет Безопасности ООН принял резолюцию, разрешающую использовать военные корабли в территориальных водах Сомали.
Авторами резолюции выступили представители США и Франции, разрешение было дано на полгода.
8 июля 2008 года сомалийские пираты освободили в Аденском заливе захваченный германский сухогруз в обмен на выкуп.
На следующий день, 9 июля пресса опубликовала сведения о том, что часть экипажа находится в тяжёлом состоянии после инцидента.

### Аварийная ситуация 11 июля
11 июля на судне вышла из строя одна из турбин главного двигателя, экипаж в течение суток пытался устранить поломку.
12 июля экипаж признал, что машина ремонту в существующих условиях не подлежит и судно легло в дрейф.
В тот же день сломался опреснитель, и экипаж остался без питьевой воды.
В связи со сложившимися обстоятельствами, а также в связи с тем, что в этой части океана был восьмибалльный шторм, в районе 20-21 часа по московскому времени экипаж подал сигнал бедствия при помощи аварийных буев и радиосвязи.
На помощь терпящему бедствие судну был направлен буксир, который должен был доставить судно в ближайший порт, но он сломался и его выход был отложен на сутки.
Тогда, после получения сигнала бедствия коалиция направила в этот район вертолёт с водой и продовольствием, кроме этого в район бедствия вышло американское военное судно.
13 июля экипаж сообщил, что крен доходит до 30° и в любой момент могут порваться крепления груза, что повлечёт за собой кораблекрушение.
14 июля из района бедствия поступали противоречивые сведения: МИД Эстонии сообщил, что помощью вертолёта на судно удалось передать провизию и пресную воду, при этом капитан корабля давал прямо противоположные сведения.
Украинский политик Нина Карпачёва заявила, что моряки готовы покинуть судно несмотря на то, что плавсредства были неисправны.
14 июля, в штормовой обстановке к сухогрузу приблизилось американское судно Moonsoon.
С его прибытием удалось переправить на Lehmann Timber минимум продуктов и питьевой воды.
В районе дрейфа долгое время сохранялась штормовая погода, 15 июля сухогруз был взят на буксир и направлен в порт Салала, куда 21 июля благополучно прибыл.
В порту судно встречали украинские дипломаты и врачи.
Власти Украины в тот же день специальным чартерным рейсом забрали экипаж в Киев.
Из Киева капитан корабля вернулся в Калининград 22 июля.

### Судебные разбирательства
Сразу после возвращения на родину моряки не смогли получить компенсацию за нанесённый ущерб.
После обращения во властные структуры судовладелец компенсировал им стоимость утраченных денег и личных вещей.
По мнению пострадавших, этого было явно недостаточно и украинские моряки подали исковое заявление на судовладельца с требованием компенсации морального ущерба в размере 100 000 долларов на каждого участника экипажа.
Они мотивировали свои требования тем, что в результате плена у них появились хронические заболевания.
Разбирательства продолжались около года, судебные заседания несколько раз переносились.
В апреле 2009 года моряки уменьшили сумму претензии вдвое, к заседанию 28 апреля 2009 года была озвучена сумма 50 000 долларов.
Представители судовладельца рекомендовали истцам направить претензии самим пиратам, после чего в дело вмешался украинский омбудсмен.
По состоянию на июль 2009 года адвокат моряков продолжал бороться за компенсацию от судовладельца.
Капитан судна и украинские моряки на тот момент утверждали, что полностью не получили обещанную заработную плату за злополучный рейс.

## Действия капитана Барташёва
Капитаном сухогруза в прерванном рейсе был гражданин России — житель Калининграда Валентин Барташев.
На момент захвата капитан был опытным моряком, он 20 лет ходил в плавание под разными флагами.
Именно капитан принял решение не оказывать сопротивления сомалийским пиратам.
Позже он говорил в своих интервью о том, что к такому решению его подвигла неслаженность экипажа в экстренной ситуации — если бы экипаж состоял из русских и украинцев, он мог бы отбить атаку.
Во время плена капитан постоянно держал связь с пиратами и с Россией.
Именно от капитана 21 июня была получена информация о том, что на корабле заканчивается лёгкое топливо.
Он имел возможность связаться с судовладельцем и по этому каналу члены экипажа связывались со своими семьями.
По телефону из плена Валентин Барташев участвовал в эфире «Эхо Москвы».
После освобождения он неоднократно высказывался о том, что те государственные органы России, от которых он ожидал помощи, бездействовали в сложившейся ситуации.
Также он заявлял о бездействии Российского профсоюза моряков, который не принимал деятельного участия в освобождении экипажа.
Отрицательной оценки удостоились действия МИД России, который практически ничего не предпринял для освобождения экипажа.
В связи с обстоятельствами плена и освобождения Барташев давал интервью СМИ, выступал на сайте Российского профсоюза моряков.
Кроме этого был приглашён на НТВ, где участвовал в передаче «Главный Герой».